# Michel Temer
Michel Miguel Elias Temer Lulia (Tietê, 23 de setembre de 1940) és un advocat i polític brasiler d'origen libanès, president del Partido do Movimento Democrático Brasileiro. Va ser vicepresident del Brasil de l'1 de gener de 2011 fins al 31 d'agost de 2016, quan va assumir la presidència del país amb motiu de la destitució de Dilma Rousseff per decisió del Senat federal. L'1 de gener de 2019 va ser succeït en el càrrec per Jair Bolsonaro.

## Biografia
Nascut al municipi de Tietê a l'estat de São Paulo, Temer té un doctorat en Dret per la Pontifícia Universitat Catòlica de São Paulo. Va exercir el càrrec de procurador estatal i dues vegades com a Secretari d'Estat de Seguretat Pública, a São Paulo. És professor llicenciat de Dret constitucional a la Pontificia Universidade Católica de Sao Paulo i és autor de diversos llibres sobre el tema.
Va presidir la Cambra de Diputats brasilera per al bienni 2009-2010. Va ser elegit President de la Cambra per un període de dos anys el 1997, i reelegit el 1999. També va ser membre de l'Assemblea Nacional Constituent del 1988, que va promulgar l'actual Constitució del Brasil.
En una entrevista de televisió per a la Corporació Libanesa de Radiodifusió el 8 de maig de 2010, Temer va indicar que la seva família prové de la ciutat de Taabourah en el districte de Koura, veí de la ciutat de Trípoli al nord del Líban.